# かみちゅ!

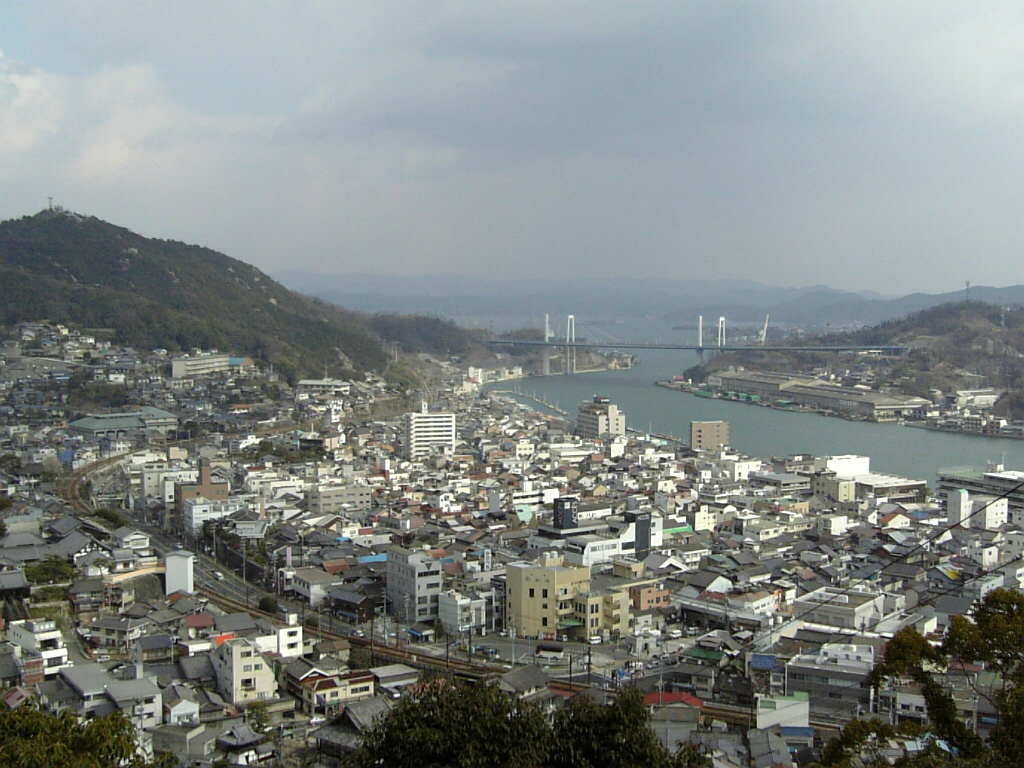
舞台のモデルとなった尾道市

『かみちゅ!』は、テレビ朝日系列で2005年6月29日 - 9月28日まで放送された日本のテレビアニメ作品、およびそれを原作とする漫画作品。タイトルの『かみちゅ!』とは「神様で中学生!」（かみさまでちゅうがくせい）の意味である。

## 概要
広島県の瀬戸内地方にある架空の港町「日の出町」（モデルは尾道市）を舞台に、ある日突然「神様」になってしまった女子中学生・一橋ゆりえと、その周りの人々の生活を描いている。
この作品での神様は神道における八百万の神の事であり、劇中にはゆりえ以外にも数多くの神様（付喪神、妖怪〈荒ぶる神〉、貧乏神、死神など）が登場する。ただし、ゆりえ以外の神様は神通力を持った一部の人しか見ることができない。神様達は神様の国という、神様だけが入ることのできる別世界を作り上げており、神無月には、全国の神様が集結して神様集会を開いている。
舞台設定は現代の日本に近い本作だが、作中の一般人は中学生が神様になったことを多少めずらしがりはするものの、事実として受け入れがたいものではないという描かれ方がされている。これは作者の意図したものである。
作中では直接語られてはいないが、時代背景は1983年度である。なお、作中に登場する一部の店には、取材協力へのスペシャルサンクスとして、尾道市内に実在する店の名前が使われている。
また、物語の主な舞台であるゆりえたちが通う中学校は尾道市立土堂小学校が、来福神社の社殿は艮神社 (尾道市長江)、境内は御袖天満宮が、それぞれモデルとされた。
平成17年度（第9回）文化庁メディア芸術祭アニメーション部門優秀賞を受賞。日本のメディア芸術100選（2006年）アニメーション部門第22位に選出された。

## 登場人物

### 主な登場人物
一橋 ゆりえ（ひとつばし ゆりえ）
声 - MAKO（Bon-Bon Blanco）
本作の主人公で、中学2年生。「神様」になったばかり。外見はごく普通の小柄な女の子で、神通力の無い人間にも姿が見える。少々引っ込み思案な性格。漫画版では、何の神様になるか決めていない。本人は自覚していないが、相当高位の神となる可能性を持っており、自分の名前を冠した台風を発生させたり、小型の雨雲を室内に出現させたりできるほどの神通力を持つ。神様になってからは、人々の願い事を叶えたり、町や神社の行事などに参加したりといった神様としての仕事と、中学生としての生活を両立させる毎日を送っている。神通力を使うと髪が著しく伸びる（自分の身長より長い）が、神通力を収めると元の長さに戻る。同級生の健児に思いを寄せているが、なかなかそのことを言い出せずにいる。
四条 光恵（しじょう みつえ）
声 - 峯香織
ゆりえのクラスメイトで幼馴染。巨乳の眼鏡っ娘で、学年でも指折りの秀才。落ち着いた性格で、祀やゆりえを見守り、しばしばブレーキ役となる。八島様や神様協会の会長など、普通の人間には見えない神様たちはしばしば彼女の体を依代として普通の人間とコミュニケーションを取る。仲睦まじい男女（年齢問わず）を見ると、潤いが欲しいと零す。3人の弟がいる。
三枝 祀（さえぐさ まつり）
声 - 森永理科
ゆりえのクラスメイトで来福神社（漫画版では八島神社）の娘。活発な性格。ルックス・プロポーション共に良く、光恵ほどではないが成績も良い。ゆりえが神様となったことを聞きつけ、友人となった。八島様や他の神様を見ることができない（小さい頃は見えていた）。神社が貧乏であるためいつもお金儲けのことを考えているが、家族に楽をさせたいという思いもある。自称ゆりえのマネージャーで、ゆりえを来福神社の専属とし、祈祷料などを取ろうとした。八島様への供物に賞味期限ぎりぎりのものを供えても気に留めない。
三枝 みこ（さえぐさ みこ）
声 - 野中藍
祀の妹。来福神社で一番の神通力を持つ。内向的な性格。ゆりえの弟の章吉とはクラスメイトで、章吉と同じ弓道部に所属している。神通力により八島様を見ることができ、会話も自由にできる。八島様のことを少なからず想っている。
二宮 健児（にのみや けんじ）
声 - 宮崎一成
ゆりえたちのクラスメイト。書道部だが、部員が健児だけのため部室を取り上げられてしまい、学校の屋上を部室としている。熱中すると周囲が見えなくなる。また非常にマイペースな性格で、ゆりえの髪型が変わると誰だか分からなくなるなど非常に鈍い。そのためゆりえの好意には気づいていないが、次第にゆりえが気になる存在になっていく。
八島様（やしまさま）
声 - 岡野浩介
来福神社が奉る神様。青年の姿をしている。「田舎の神様」で終わるのが嫌で家出をしたが、ゆりえの説得により神社に戻る。ロックミュージックが趣味で、家出をした際にバンドを組もうとしたが、仲間が集まらなかった。本人は歌うことが自分の唯一の特技であると思っているが、光恵いわく「すごい音痴」。また、神様界のロックシンガー弁天様のファンで、追っかけをするほど。八島様を見ることができない一般人は、八島様がなげる白い羽を頭にさす事により会話が出来る。
タマ（♀）/貧乏神（びんぼうがみ、♂）
声 - 斎藤千和
一橋家で仔猫の頃から飼われている白い猫。家出をしたときに海に落ちたところを貧乏神に助けられたため、貧乏神が身体に入り込んでいる。貧乏神には地域の景気や運気を悪くする力があるが、普段はゆりえの神通力が相殺しているため害はない。貧乏神が入り込んでからは二足歩行などができるようになった。ゆりえと自由に会話ができるが、貧乏神が街にいることを知られないよう他の人には秘密にしている。
一橋 章吉（ひとつばし しょうきち）
声 - 津村まこと
ゆりえの弟。見た目はゆりえに似た小柄な少年だが、姉のゆりえよりもしっかりしているため、ゆりえより年上に見られる事もある。みこのクラスメイトで同じ弓道部に所属しており、彼女に好意を抱いている。
一橋 賢吉（ひとつばし けんきち）
声 - 星野充昭
ゆりえの父。写真が趣味で、若い頃はカメラマンも目指していたこともあった。本人曰く「この町とこの町の人しか上手に撮れない」。現在は市役所に勤務する傍ら、趣味として町を撮り続けている。害のない「見てきたようなウソ話」をして妻の茜を喜ばせている。
一橋 茜（ひとつばし あかね）
声 - 伊藤美紀
ゆりえの母。賢吉と出会った場所は海だが、今も昔も泳ぎはさっぱりらしい。一見物知りの夫を尊敬している。太めの男性が好みで、息子の章吉も太らせようとご飯を大盛りにしている。
イノ、シカ、チョウ
声 - 前田ゆきえ、服部加奈子、福圓美里
神様協会からゆりえの元に派遣された「お願い集配チーム“しやわせ”」を名乗る手のひらサイズの「神の使い」。イノはイノシシ、シカは鹿、チョウは蝶の姿をしている。ゆりえ宛のお願い事の管理・選別を担当している。名前はすべて、ゆりえが名付けたものである。チョウは女の子らしい活発さで、イノは積極的な言葉でゆりえをサポートする。シカは、しばしば余計なことを言ってその度に他の2人から突っ込まれている。

### その他の登場人物
三枝 光雲（さえぐさ こううん）
声 - 岩尾万太郎
祀とみこの父。妻に数年前に先立たれてからは男手一つで2人の娘を育ている。来福神社の神主だが神主としての才能が全く無く、神社の経営も私財が差し押さえられるなど低迷していた。農業の資質があり、作る野菜はみこ曰く「美味しい」と好評。
能登 きよみ（のと きよみ）
声 - 広橋涼
ゆりえと同じ中学に通う中学1年生。健児に一目惚れしており、ゆりえのところに恋愛相談にやってくる。
弁天様（べんてんさま）
声 - 渡辺明乃
犬耳のパンク姿の神様。七福神でバンドを組んでおり、神様の中で大人気である。八島様もファンの一人。
犬和尚（いぬおしょう）
声 - 杉山紀彰
神様の世界にいる柴犬の姿をした和尚で八島様と親しい仲にある。

#### 原作アニメにのみ登場
数字は、DVD版での話数。テレビ放送版では、タイラーとデイブは登場していない。
火星人ちゃん（かせいじんちゃん）
声 - 望月久代
出演：#4
ピンク色をした火星人で火星中学の生徒。火星探査機・バイキングを地球に返そうとやってきたが、地球に詳しくないため日本の国会議事堂に着陸してしまう。
総理大臣（そうりだいじん）
声 - 宝亀克寿
出演：#4、#9
くせ者の総理で合衆国の味方。火星人を巡ってゆりえと対立するが、後に交流が続いている事から和解した模様。容姿は作中年代に合わせて中曽根康弘元総理に似せている。
タイラー・ニャーデン
声 - 古澤徹
出演：#8
ふらりと街にやってきて、猫達の楽園「キャットワールド」を作った猫。普通の猫のふりをしているが、その正体は猫又。ゆりえ・タマとタッグマッチをすることになる。
デイブ
声 - 稲田徹
出演：#8
タイラーとタッグを組んだ体重10キログラムの巨漢猫。
源さん（げんさん）
声 - 鈴木清信
出演：#9
大工で元大和の乗組員だった。健児が大工仕事や源さんの話に興味を持って、手伝いをする。
戦艦大和（せんかんやまと）
声 - 松本大
出演：#9
戦艦大和の魂。船体は九州の南の海に沈んだままだが、ゆりえが神様になった時に周辺海域の神も引き継いだことで、関わる事になる。
三つ葉丸（みつばまる）
声 - 小林由美子
出演：#9
漁船の姿をした物の怪。大和の魂を呉に戻してくれないか、とゆりえに頼みにやってきた。元気者でちょっと悪ガキっぽい。
西村 受（にしむら うかる）
声 - 甲斐田ゆき
出演：#10
ゆりえの同級生で、ゆりえが生徒会長に立候補したときのもう1人の立候補者で典型的な堅物。立場が悪くなると、すぐに謝る癖がある（コミック版では2コマ程度の登場をしている）。

#### コミカライズ版にのみ登場
織田（おだ）
市役所で賢吉と同じく観光課に勤務する女性職員。七夕の時期に織姫（織女）の寄りしろとしてゆりえの前に登場、織姫として彦星（牽牛）を共に捜索していたところ、彦星の寄りしろとなっていた幼馴染の青年・星野と再会。後にゆりえが一日市長となったエピソードに再度出演している。
前川（まえかわ）市長
町おこしの一環として織田の推薦でゆりえを一日市長に任命する。ゆりえの神様としての力により（一日市長として町を良くしようとした結果ではあるが）町が混乱状態に陥っても自分の責任と受け止め、スコップ一本で自ら町の修復にのりだす度量の広い人物。

## テレビアニメ
2005年6月から10月までテレビ朝日系列で放送された。全12話（DVD収録話を合わせると全16話）。なお、第3話までは制作の遅れから、本来のオープニング映像とは異なる映像（前話の映像）を放送していた。
2008年10月から同年12月まで、TOKYO MX（土曜日22時～22時30分）でも再放送された。更に同局では2010年3月26日（金曜日23時～23時30分）に『R.O.D』と併せてBlu-ray BOX 発売記念特別番組を放送したのに引き続き、同年4月から6月にかけて実質的に2度目の再放送となるセレクション放送を実施（水曜日24時～24時30分。）。
2011年1月 - 同年3月まで、NHK BS2で放送。

### スタッフ
- 原作 - ベサメムーチョ（落越友則、舛成孝二、倉田英之の合同ペンネーム[9]）
- 監督 - 舛成孝二
- キャラクター原案 - 羽音たらく
- キャラクターデザイン - 千葉崇洋
- プロダクションデザイン - okama
- 小物・メカデザイン - 小川浩
- 美術 - 渋谷幸弘
- 色彩設計 - 歌川律子
- 撮影 - 月岡敦夫
- 編集 - 坂本雅紀
- 音楽 - 池頼広
- 音響監督 - 菊田浩巳
- 音響プロデューサー - 中野徹
- プロデューサー - 落越友則、松田佐栄子（第1話 - 第3話）→梶淳（第4話 - ）
- アニメーションプロデューサー - 佐藤由美
- アニメーション制作 - ブレインズ・ベース
- 製作 - ANIPLEX

### 主題歌
オープニングテーマ「晴れのちハレ!」
作詞 - Bee' / 作曲 - 上松範康 / 編曲 - 藤田淳平 / 歌 - 富田麻帆
エンディングテーマ「アイスキャンディー」
作詞 - Bee' / 作曲・編曲 - 藤田淳平 / 歌 - MAKO

### 各話リスト
DVD版にはテレビ未放映のエピソードが追加されており、テレビ版では「回」、DVD版では「話」と、話数の数え方を変えている。また、放送されたエピソードにも、放送時間の都合でカットされたシーンがあり、これもDVDに収録されている。なお、バンダイチャンネルやPlayStation Storeにおける有料のオンライン配信版はテレビ放映版と同等である。一方ドコモ・アニメストア等一部視聴サイトでは12話＋特典4話という形で分割表記し、完全配信されている。
各話のサブタイトルはそれぞれ1980 - 1990年代の日本のアイドルが歌った曲のタイトルから取られている。歌手の項目内はその曲の歌手、年代の項目内はその曲が発表された年代。
| 回数 （TV） | 話数 （DVD） | サブタイトル                 | 脚本     | 絵コンテ       | 演出            | 作画監督            | サブタイトル曲の歌手 （年代） | サブタイトル曲の歌手 （年代） | DVD 収録巻 |
| ----------- | ------------ | ---------------------------- | -------- | -------------- | --------------- | ------------------- | ----------------------------- | ----------------------------- | ---------- |
| 1           | 1            | 青春のいじわる               | 倉田英之 | 舛成孝二       | 舛成孝二 畑博之 | 千葉崇洋            | 菊池桃子                      | 1984年                        | 第1巻      |
| 2           | 2            | 神様お願い!                  | 倉田英之 | 舛成孝二       | 高島大輔        | 薮野浩二            | 桃姫BAND                      | 1993年                        | 第1巻      |
| 3           | 3            | そんなつもりじゃなかったのに | 倉田英之 | こでらかつゆき | 畑博之          | 大河原晴男          | 立見里歌                      | 1987年                        | 第2巻      |
| 4           | 4            | 地球の危機                   | 倉田英之 | こだま兼嗣     | 小坂春女        | 長町英樹            | 宍戸留美                      | 1991年                        | 第2巻      |
| 5           | 5            | ひとりぼっちは嫌い           | 倉田英之 | 島崎奈々子     | さんぺい聖      | しまだひであき      | 高橋美枝                      | 1983年                        | 第3巻      |
| 6           | 6            | 小さな決心                   | 倉田英之 | こでらかつゆき | 高島大輔        | 大河原晴男          | 中山忍                        | 1988年                        | 第3巻      |
| 7           | 7            | 太陽の恋人たち               | 倉田英之 | こでらかつゆき | 浅野勝也        | 金子ひらく 千葉崇洋 | 林紀恵                        | 1981年                        | 第4巻      |
| -           | 8            | 野生時代                     | 倉田英之 | うえだひでひと | 畑博之          | 山下祐 鈴木大       | 工藤夕貴                      | 1984年                        | 第4巻      |
| 8           | 9            | 時の河を越えて               | 倉田英之 | 小坂春女       | 小坂春女        | しまだひであき      | うしろ髪ひかれ隊              | 1987年                        | 第5巻      |
| 9           | 10           | 君に決定                     | 倉田英之 | こだま兼嗣     | 高島大輔        | 櫻井親良            | 田原俊彦                      | 1981年                        | 第5巻      |
| -           | 11           | 恋は行方不明                 | 倉田英之 | 福田道生       | 畑博之          | 長町英樹 薮野浩二   | 南翔子                        | 1984年                        | 第6巻      |
| 10          | 12           | ふしぎなぼうけん             | 倉田英之 | 山本泰一郎     | 畑博之          | 長町英樹            | 真璃子                        | 1989年                        | 第6巻      |
| -           | 13           | やりたい放題                 | 倉田英之 | こでらかつゆき | 高島大輔        | 櫻井親良            | 斉藤満喜子                    | 1988年                        | 第7巻      |
| 11          | 14           | 夢色のメッセージ             | 倉田英之 | 山下祐         | 山下祐          | 薮野浩二            | 西村知美                      | 1986年                        | 第7巻      |
| 12          | 15           | 小さな一歩で                 | 倉田英之 | 舛成孝二       | 舛成孝二        | 千葉崇洋            | CoCo                          | 1993年                        | 第8巻      |
| -           | 16           | ほらね、春が来た             | 倉田英之 | こでらかつゆき | 舛成孝二        | 千葉崇洋            | うしろ髪ひかれ隊              | 1988年                        | 第8巻      |

### 放送局
舞台となった尾道市では、2006年に尾道ケーブルテレビ（現：ちゅピCOM尾道局）で放送された。また、広島地区のみANN系列の広島ホームテレビではなくJNN系列の中国放送（RCC）で本放送終了後に不定期に放送された（テレビ放送分のみ。DVDのみ収録分は未放送）。
| 放送地域   | 放送局     | 放送期間                      | 放送日時           | 放送系列       | 備考             |
| ---------- | ---------- | ----------------------------- | ------------------ | -------------- | ---------------- |
| 関東広域圏 | テレビ朝日 | 2005年6月28日 - 9月27日       | 火曜 26:40 - 27:10 | テレビ朝日系列 |                  |
| 近畿広域圏 | 朝日放送   | 2005年7月7日 - 10月6日        | 木曜 27:01 - 27:31 | テレビ朝日系列 | [ 注 3 ]         |
| 中京広域圏 | メ〜テレ   | 2005年7月13日 - 10月5日       | 水曜 27:08 - 27:38 | テレビ朝日系列 |                  |
| 日本全域   | AT-X       | 2005年10月24日 - 2006年1月9日 | 月曜 10:00 - 10:30 | CS放送         | リピート放送あり |
| 日本全域   | NHK BS2    | 2011年1月9日 - 3月27日        | 日曜 23:00 - 23:25 | BSデジタル放送 | [ 注 4 ]         |

### DVD・Blu-ray Disc
| 巻数                  | 発売日         | 備考 |
| --------------------- | -------------- | --- |
| かみちゅ! 1           | 2005年8月24日  | - 各巻2話収録 - 初回特典：羽音たらく描き下ろし特製ピンナップ封入 - DVD特典：全話オーディオコメンタリー収録 - 千葉崇洋描き下ろしジャケット - カラーブックレット封入 - スーパージュエルケース仕様                                             |
| かみちゅ! 2           | 2005年9月28日  | - 各巻2話収録 - 初回特典：羽音たらく描き下ろし特製ピンナップ封入 - DVD特典：全話オーディオコメンタリー収録 - 千葉崇洋描き下ろしジャケット - カラーブックレット封入 - スーパージュエルケース仕様                                             |
| かみちゅ! 3           | 2005年10月26日 | - 各巻2話収録 - 初回特典：羽音たらく描き下ろし特製ピンナップ封入 - DVD特典：全話オーディオコメンタリー収録 - 千葉崇洋描き下ろしジャケット - カラーブックレット封入 - スーパージュエルケース仕様                                             |
| かみちゅ! 4           | 2005年11月23日 | - 各巻2話収録 - 初回特典：羽音たらく描き下ろし特製ピンナップ封入 - DVD特典：全話オーディオコメンタリー収録 - 千葉崇洋描き下ろしジャケット - カラーブックレット封入 - スーパージュエルケース仕様                                             |
| かみちゅ! 5           | 2005年12月21日 | - 各巻2話収録 - 初回特典：羽音たらく描き下ろし特製ピンナップ封入 - DVD特典：全話オーディオコメンタリー収録 - 千葉崇洋描き下ろしジャケット - カラーブックレット封入 - スーパージュエルケース仕様                                             |
| かみちゅ! 6           | 2006年1月25日  | - 各巻2話収録 - 初回特典：羽音たらく描き下ろし特製ピンナップ封入 - DVD特典：全話オーディオコメンタリー収録 - 千葉崇洋描き下ろしジャケット - カラーブックレット封入 - スーパージュエルケース仕様                                             |
| かみちゅ! 7           | 2006年2月22日  | - 各巻2話収録 - 初回特典：羽音たらく描き下ろし特製ピンナップ封入 - DVD特典：全話オーディオコメンタリー収録 - 千葉崇洋描き下ろしジャケット - カラーブックレット封入 - スーパージュエルケース仕様                                             |
| かみちゅ! 8           | 2006年3月29日  | - 各巻2話収録 - 初回特典：羽音たらく描き下ろし特製ピンナップ封入 - DVD特典：全話オーディオコメンタリー収録 - 千葉崇洋描き下ろしジャケット - カラーブックレット封入 - スーパージュエルケース仕様                                             |
| かみちゅ! Blu-ray BOX | 2010年6月2日   | - 完全生産限定盤 - Blu-ray Disc 3枚組（DISC1は6話、2・3は5話収録） - 描き下ろし三方背BOX・デジパック仕様 - 特製ブックレット同梱 - 映像特典（『宇宙ショーへようこそ』特別予告編）収録 - 音声特典（新規録り下ろしオーディオコメンタリー）収録 |

#### 音声コメンタリー出演者
| 話数 | DVD                                                                                      | BD                         |
| ---- | ---------------------------------------------------------------------------------------- | -------------------------- |
| 全話 | 倉田英之、舛成孝二                                                                       | 倉田英之、舛成孝二         |
| 1話  | ゲストなし                                                                               | MAKO、森永理科、峯香織     |
| 2話  | ゲストなし                                                                               | MAKO、森永理科、峯香織     |
| 3話  | MAKO、森永理科、峯香織                                                                   | 斎藤千和                   |
| 4話  | MAKO、森永理科、峯香織                                                                   | 名倉靖                     |
| 5話  | MAKO、伊藤美紀                                                                           | 名倉靖                     |
| 6話  | 落越友則                                                                                 | MAKO、宮崎一成             |
| 7話  | 斎藤千和                                                                                 | 森永理科、峯香織           |
| 8話  | 斎藤千和                                                                                 | 名倉靖、落越友則           |
| 9話  | 渋谷幸弘、okama、神宮司訓之                                                              | 名倉靖、落越友則           |
| 10話 | 渋谷幸弘、okama、神宮司訓之                                                              | 森永理科、峯香織、宮崎一成 |
| 11話 | 野中藍                                                                                   | 野中藍、森永理科           |
| 12話 | アニメ大好きオタク芸人トークユニット アニメ会 （国井咲也、サンキュータツオ、沖縄の比嘉） | 名倉靖、落越友則           |
| 13話 | 菊田浩巳、田中秀実                                                                       | 野中藍、森永理科           |
| 14話 | okama、横山朱子                                                                          | 斎藤千和                   |
| 15話 | 名倉靖                                                                                   | MAKO、宮崎一成             |
| 16話 | 落越友則                                                                                 | 名倉靖、落越友則           |

### 関連CD
- かみちゅ! オリジナル・サウンドトラック

## 漫画
『月刊コミック電撃大王』（メディアワークス（当時））にて、2005年6月号から2007年1月号まで連載された。作画は鳴子ハナハル。全2巻。
アニメ版にはない独自の解釈や、オリジナルストーリーで構成されている。
1. 第1巻（2006年1月27日発売・2006年2月15日初版発行）ISBN 978-4-8402-3319-4
2. 第2巻（2007年3月27日発売・2007年4月15日初版発行）ISBN 978-4-8402-3787-1

電撃大王2006年7月号やオーディオコメンタリーでドラマCDの発売が話題になったが、「とらのあな」が2巻封入特典のイラストカードを通して急遽、発売中止の旨が伝えられた。その後後述の「かみちゅ！ 大全ちゅー！」にシナリオが全編収録されている。

## 関連書籍
- かみちゅ！ 大全ちゅー！（ポストメディア編集部・編、一迅社、2011年5月20日発売 ISBN 9784758011785）
  - キャラクター紹介や全話解説、舞台となった尾道の巡礼ガイド、各種設定資料、主要キャスト・スタッフのインタビューなどで構成。カバーイラストを千葉崇洋が、カバー下表紙イラストを鳴子ハナハルが、ピンナップイラストを羽音たらくが、それぞれ描き下ろしている。また第1話の絵コンテや、ボーナスコンテンツとしてドラマCDの未公開シナリオも収録している。
  - 発刊に際しては、延期に延期を重ね、繰り返し予約が取られ、根強いファンの声に押される形で、放送から6年を経た2011年にようやく実現した。帯には「またせてごめんねっ!!」と記されている。

## ラジオ番組
ラジオ番組『おまいり、かみちゅ!』がラジオ大阪で2005年5月から12月にかけて放送された。ラジオ大阪の放送時間は日曜日 23時00分 - 23時15分。関東地区では当初TBSラジオで放送していたが、2005年10月からはNACK5にて毎週日曜日22時30分から放送された。パーソナリティはMAKO、森永理科、峯香織が務めた。